# Brice Dja Djédjé
Brice Dja Djédjé  (Aboudé, 1990. december 23. –) elefántcsontparti válogatott labdarúgó, jelenleg a török Samsunspor hátvédje.

## Pályafutása

### Klubcsapatokban
Dja Djédjé felnőtt karrierjét a francia Évian-nál kezdte. Azt megelőzően nyolc idényt töltött el a Paris Saint-Germain utánpótlás-akadémiáin, együtt nevelkedett többek közt Mamadou Sakhóval és Sebastien Corchiával, de a fővárosiak felnőtt csapatában nem lépett pályára. 2010. augusztus 6-án, 19 éves korában a Metz elleni 2-0-os győzelem alkalmával mutatkozott be az Évian első csapatában, majd a 2011–12-es idényben már a Ligue 1-ben, azaz a francia élvonalban játszhatott. Hat szezon alatt több, mint száz tétmérkőzésen viselte az Évian mezét.
2014. január 28-án Dja Djédjé négy és fél éves szerződést írt alá az Olympique Marseille-hez. Rod Fannit kiszorítva a kezdőcsapatból hamar alapemberré vált, a 2014-15-ös szezonban pedig Marcelo Bielsa minden mérkőzésen számított rá, amikor játékra alkalmas állapotban volt, elsősorban mert a támadásokat hatékonyabban segítette, mint posztriválisa. 2016. január 20-án, a Montpellier elleni 2-0-s hazai győzelem alkalmával szerezte egyetlen gólját a csapat színeiben a Francia Kupában.
2016. július 21-én az angol élvonalbeli Watford szerződtette, három millió fontért, négyéves szerződést íratva alá Dja Djédjével. Egy súlyos lábsérülés miatt az egész 2016-17-es szezont ki kellett hagynia, csak 2018. január 7-én debütált a Watfordban, a Burton Albion ellen az FA-kupában.
2018. január 12-én a Lens csapatához szerződött. Augusztus 17-én a török Ankaragücü szerződtette két évre, de a következő év májusában elhagyta a klubot. Ezt követően a Kayserispor szerződtette, de itt sem maradt sokáig és 2021. január 5-től már hivatalosan is a Samsunspor játékosa volt.

### A válogatottban
2013. augusztus 4-én mutatkozott be az elefántcsontparti válogatottban egy Mexikó elleni 4–1-es vereség alkalmával. Meghívót kapott a 2015-ös afrikai nemzetek kupájára készülő keretbe is, de ő visszautasította a lehetőséget, mondván klubcsapatára, a Marseille-re koncentrál, lévén ott alapember, míg a válogatottban nem tudták ugyanezt garantálni a számára.

## Statisztika

### Klubcsapat
2020. július 25-én frissítve.
| Klub        | Szezon   | Bajnokság      | Bajnokság     | Bajnokság | Országos kupa | Országos kupa | Ligakupa      | Ligakupa | Nemzetközi kupa | Nemzetközi kupa | Összesen      | Összesen |
| Klub        | Szezon   | Bajnokság      | Pályára lépés | Gól       | Pályára lépés | Gól           | Pályára lépés | Gól      | Pályára lépés   | Gól             | Pályára lépés | Gól      |
| ----------- | -------- | -------------- | ------------- | --------- | ------------- | ------------- | ------------- | -------- | --------------- | --------------- | ------------- | -------- |
| Evian       | 2010–11  | Ligue 2        | 18            | 1         | 0             | 0             | 2             | 0        | —               | —               | 20            | 1        |
| Evian       | 2011–12  | Ligue 1        | 34            | 2         | 3             | 0             | 0             | 0        | —               | —               | 37            | 2        |
| Evian       | 2012–13  | Ligue 1        | 27            | 1         | 4             | 1             | 0             | 0        | —               | —               | 31            | 2        |
| Evian       | 2013–14  | Ligue 1        | 14            | 1         | 1             | 0             | 2             | 0        | —               | —               | 17            | 1        |
| Evian       | Összesen | Összesen       | 93            | 5         | 8             | 1             | 4             | 0        | 0               | 0               | 105           | 6        |
| Marseille   | 2013–14  | Ligue 1        | 11            | 0         | 0             | 0             | 0             | 0        | —               | —               | 11            | 0        |
| Marseille   | 2014–15  | Ligue 1        | 33            | 0         | 1             | 0             | 1             | 0        | —               | —               | 35            | 0        |
| Marseille   | 2015–16  | Ligue 1        | 19            | 0         | 2             | 1             | 0             | 0        | 3               | 0               | 24            | 1        |
| Marseille   | Összesen | Összesen       | 63            | 0         | 3             | 1             | 1             | 0        | 3               | 0               | 70            | 1        |
| Watford     | 2016–17  | Premier League | 0             | 0         | 2             | 0             | 0             | 0        | —               | —               | 2             | 0        |
| Lens        | 2017–18  | Ligue 2        | 11            | 0         | 3             | 0             | 0             | 0        | —               | —               | 14            | 0        |
| Ankaragücü  | 2018–19  | Süper Lig      | 19            | 0         | 0             | 0             | —             | —        | —               | —               | 19            | 0        |
| Kayserispor | 2019–20  | Süper Lig      | 31            | 0         | 2             | 0             | —             | —        | —               | —               | 33            | 0        |
| Összesen    | Összesen | Összesen       | 217           | 5         | 16            | 2             | 5             | 0        | 3               | 0               | 243           | 7        |

### Válogatott
2014. október 15-én frissítve.
| Elefántcsontpart | Elefántcsontpart | Elefántcsontpart |
| Év               | Pályára lépés    | Gól              |
| ---------------- | ---------------- | ---------------- |
| 2013             | 2                | 0                |
| 2014             | 5                | 0                |
| Összesen         | 7                | 0                |

## Sikerei, díjai
- Évian
  - Ligue 2: 2010–11